# سدلتس (ناحیه برتسلاف)
سدلتس (به چکی: Sedlec) یک منطقهٔ مسکونی در جمهوری چک است که در ناحیه برتسلاو واقع شده‌است. سدلتس ۲۰٫۷۸ کیلومتر مربع مساحت و ۸۵۰ نفر جمعیت دارد و ۱۸۷ متر بالاتر از سطح دریا واقع شده‌است.